# Español jalisciense
El tapatío, jalisciense o español de Jalisco es un dialecto del español que se habla en el estado de Jalisco y ciertas partes de los estados de Colima, Nayarit, Aguascalientes y Zacatecas. Donde se ha preservado más puro es en zonas rurales del estado, debido al aislamiento prolongado de esta región. Recientemente se le comenzó a llamar español jalisciense porque fue la lengua hispana que procede desde la fundación de la Nueva España, hasta nuestros días.
Se dice que el tapatío está emparentado con el español mexicano, el español del Bajío y el habla costeña del estado de Michoacán, sin embargo, debido a los siglos de aislamiento, presenta una serie de arcaísmos y localismos propios del estado y regiones circunvecinas con nutridos vocablos indígenas de los caxcanes, tecos, huicholes, nahuas y purépechas.
Este dialecto ha sido muy poco estudiado, debido a la influencia del español hablado en centro del país, por lo que hablarlo puede ser motivo de segregación.

## Historia
Se especula que sus orígenes se encuentran en los Altos de Jalisco del estado con la llegada de los españoles descendientes de sefardíes de Andalucía, Extremadura y de las islas Canarias, que llegaron con Hernán Cortés y que decidieron quedarse en el occidente de la Nueva España, quienes fueron los que enseñaron a los locales su español ladino del siglo XV. Posteriormente se extendió una lengua castiza en todo Jalisco, con la migración y colonización novohispana.

## Características
- La vocal [e] del final de una sílaba terminada con la letra [ch] es sustituida por la i, por ejemplo, lechi por leche, anochi por anoche.

- La [h] se pronuncia como una "J" suave, por ejemplo, ahumado es ajumado, Hediondo es jediondo.

- El uso las contracciones como Ancá, que significa Ancá tía María, En casa de la tía María. Sabe, ¿Quién sabe?. Edá, ¿Verdad?.

- Está la sustitución de la [ahí] por [ayí], por ejemplo, ayí, ahí.

- Está la sustitución de la [e], por ejemplo, cren, creen, cremos, creemos, le, lee.

## Lenguas indígenas
El español de Jalisco está fuertemente influenciado por las lenguas indígenas que están establecidas en el estado, por ejemplo; los huicholes, los nahuas y los purépechas.

## Vocablos jaliscienses
Asquilín (hormiga negra) / balde (cubeta) / birote (bolillo) / chiloso (picante) / fajo (cinturón) / zaricua (morcilla).